# Philipp Fleischmann
Philipp Fleischmann (* 1. Mai 1985 in Hollabrunn, Österreich) ist ein österreichischer Schauspieler und Regisseur.
Er ist vor allem bekannt durch seine Darstellung des Enkels von Christiane Hörbiger in der Fernsehserie „Julia – Eine ungewöhnliche Frau“.

## Werdegang
Bereits während er das Bundesgymnasium Hollabrunn besuchte, wurde Philipp Fleischmann für die Fernsehserie „Julia – eine ungewöhnliche Frau“ gecastet. Nach dem Ende der 5. Staffel hat er die Schule 2003 abgeschlossen und danach den Präsenzdienst in Form des Zivildienstes beim Roten Kreuz abgeleistet. Neben der Schauspielerei hat er auch begonnen selbst Kurzfilme zu drehen. Das letzte größere Projekt von Fleischmann war das Theaterstück „Alice“.

## Wirken

### Fernsehen
- 1998–2002 – „Julia – Eine ungewöhnliche Frau“, Fernsehserie, Rolle: Wolfgang Laubach, Regie: Gero Erhardt (1998), Walter Bannert und Peter Sämann (1999), Holger Barthel, Wilhelm Engelhardt (2000), Thomas Roth (2002)

### Theater
- 2004 – „Frühlings Erwachen“ von Frank Wedekind, Rolle: Melchior Gabor, Regie: Elisabeth Gettinger
- 2005 – „Alice im Wunderland“ von Roland Schimmelpfennig nach Lewis Carroll; mit Eveline Wittmann, Teresa Wohlmann, Gerhard Kreuch, Regie: Philipp Fleischmann

### Kurzfilme
- 1999 – „Hannah“, Regie: Philipp Fleischmann
- 2003 – „Weg“, mit Katharina Vollmann, Regie: Philipp Fleischmann
- 2004/2005 – „Alice – Videos“, mit Eveline Wittmann, Teresa Wohlmann, Franziska Wohlmann, Günther Pfeifer, Regie: Philipp Fleischmann
- 2021 – Musikvideo zu Patrick Lammer: Gratefull, Regie: Philipp Fleischmann